# Грегорі Боже
Грегорі Боже  (фр. Grégory Baugé, 31 січня 1985) — французький велогонщик, олімпійський медаліст.

## Виступи на Олімпіадах
| Олімпіада   | Дисципліна       | Місце |
| ----------- | ---------------- | ----- |
| Пекін 2008  | кейрін           | 7     |
| Пекін 2008  | командний спринт | 2     |
| Лондон 2012 | командний спринт | 2     |
| Лондон 2012 | спринт           | 2     |